# Médailles militaires (Japon)

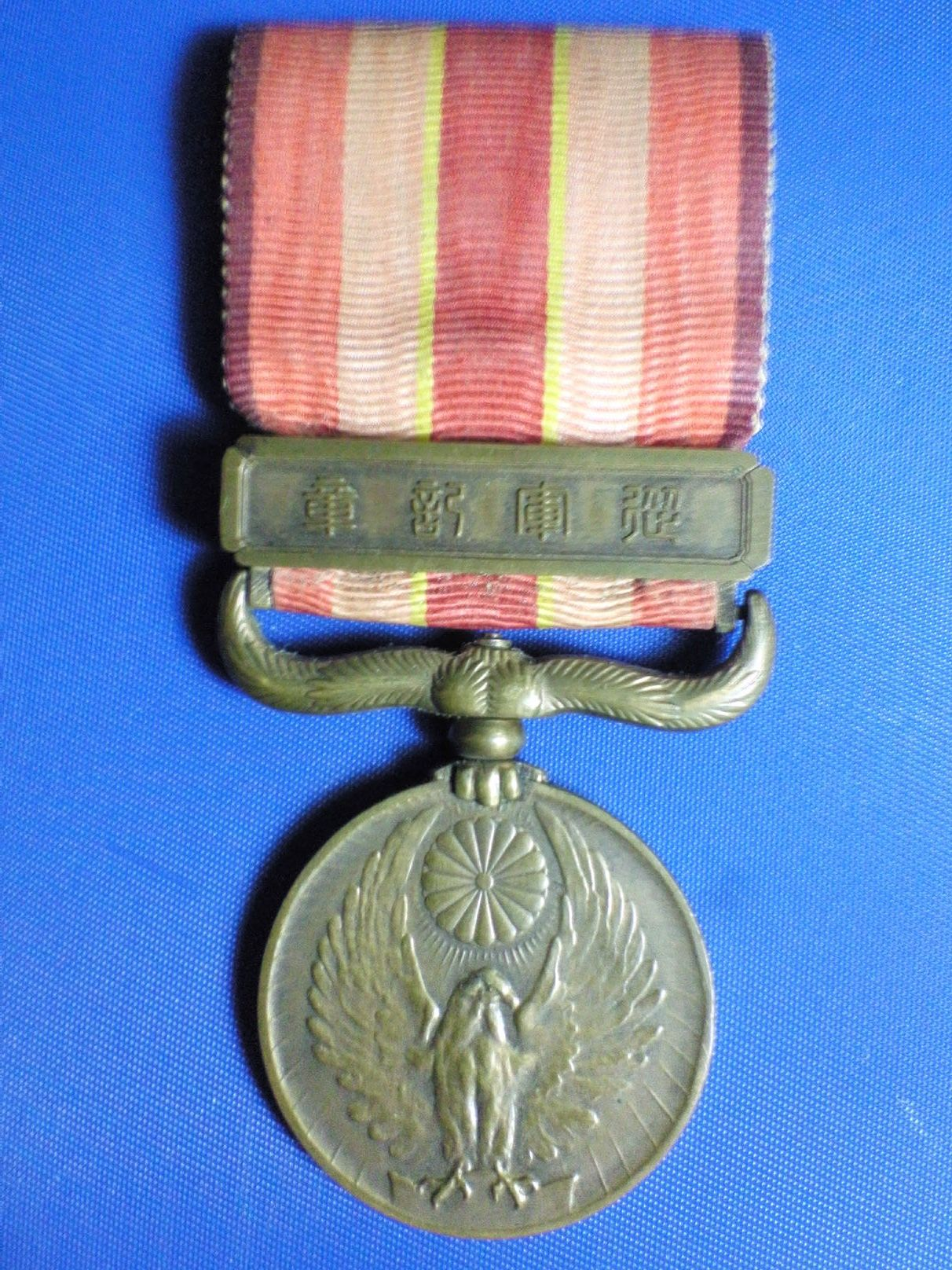
Médaille de la campagne de Chine de 1931-34.

Les médailles militaires (従軍記章, jugun kisho) du Japon étaient accordées pour service méritoire par l'empire du Japon (1868-1945), accordées auparavant à tout soldat qui participait aux batailles et aux guerres. Ces médailles militaires et les certificats d'accompagnement indiquaient le conflit pour lequel la décoration était accordée.
Ces décorations furent abolies durant l'occupation du Japon par les forces alliées (1945-1952). La possible ré-institution d'un équivalent moderne est peu probable depuis l'adoption de la constitution du Japon qui fait état que le pays renonce à guerre ; mais la pression actuelle[Quand ?] pour l'amendement de l'article 9 de la constitution japonaise rend le projet potentiellement possible.

### Expédition de Taïwan de 1874

Ruban de la médaille l'expédition de Taïwan de 1874.

### Guerre sino-japonaise (1894-1895)

Ruban de la médaille de la guerre sino-japonaise (1894-1895).

## Médailles militaires du Japon

### Révolte des Boxers de 1900

Ruban de la médaille de la révolte des Boxers de 1900.

L'édit impérial no. 142 est publié le 21 avril 1901 et ordonne la création d'une médaille pour tous ceux qui ont participé au secours des légations de Pékin durant la révolte des Boxers.

### Guerre russo-japonaise 1904-05

Ruban de la médaille de la guerre russo-japonaise de 1904-05.

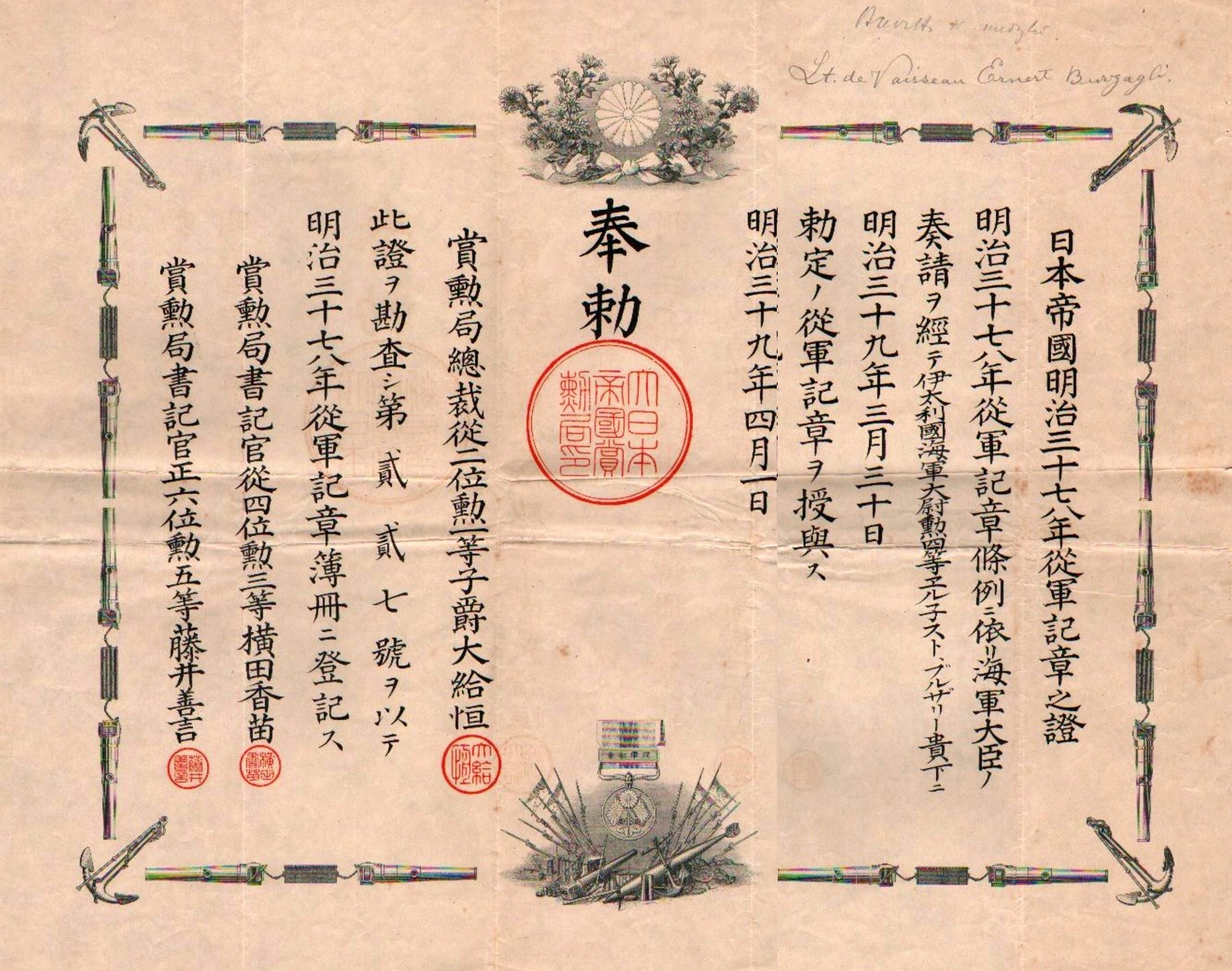
Certificat Jugun kisho donné au lieutenant Ernesto Burzagli, attaché naval italien, en reconnaissance de sa participation dans les opérations de la marine durant la guerre russo-japonaise. Burzagli fut également décoré d'une médaille militaire pour ses services dans la marine impériale japonaise, comme certifié par ce document.

Une unique médaille militaire est créée le 31 mars 1906 par l'édit impérial no. 51 en reconnaissance des services rendus durant la guerre de la 37e à la 38e année de l'ère Meiji 37-38 (1904–1905). Faits appelés guerre russo-japonaise.
Un extrait du document indique :
 « Une médaille d'honneur (jugun kisho) est créée par la présente le 30 mars 1906, à Ernesto Burzagli, lieutenant de la marine italienne, sur demande du ministère japonais de la Marine et avec l'accord de l'empereur, conformément à la réglementation relative à la remise des médailles militaires (1904-05). 1er avril 1906. » 
 « Après examen de ce certificat, [la présentation de la médaille au Lt. Bruzagli] a été inscrite dans le registre des médailles d'honneurs. » 
Une image du recto de la médaille est visible en bas au centre du certificat.

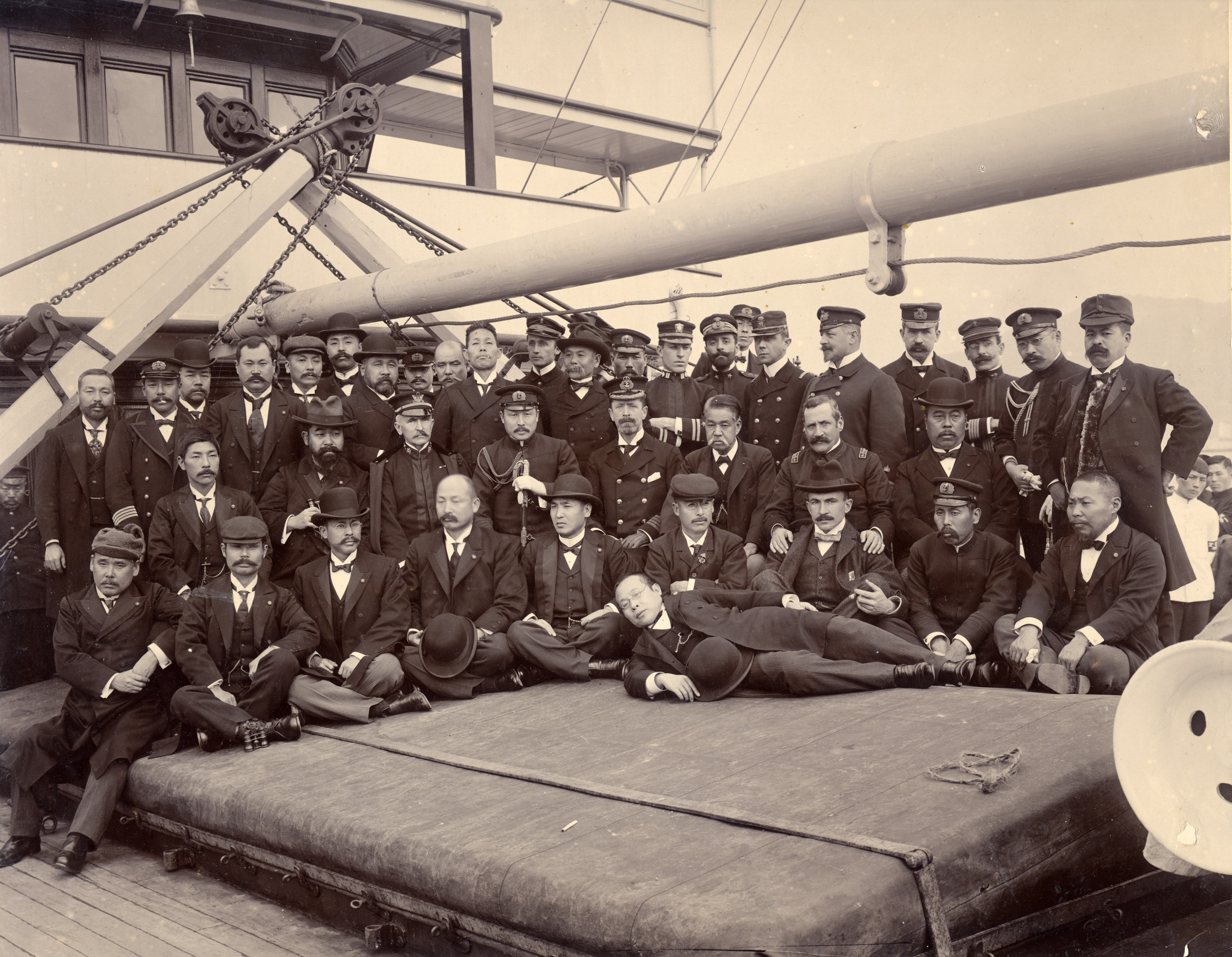
L'attaché naval italien Ernesto Burzagli à bord d'un navire japonais à Yokohama en route pour Port Arthur durant la guerre russo-japonaise (janvier 1904).

Il n'est pas clairement précisé dans le certificat sir le Lt. Bruzagli a bien participé aux combats ou si la médaille est juste honorifique, une photographie le montre cependant à bord d'un des navires qui participa au bombardement et au blocus de Port Arthur en 1904. Il était avec les forces navales japonaises qui capturèrent l'objectif stratégique. D'autres photographies le montrent avec le ministre japonais de la Marine visitant la ville capturée de Dalian, juste au nord de Port Arthur en janvier 1905. et avec les forces d'occupation japonaises en janvier 1905.

### Première Guerre mondiale 1914-20

Ruban de la médaille de la Première Guerre mondiale.

La participation japonaise à la Première Guerre mondiale est commémorée par des médailles créées le 6 novembre 1915 par l'édit impérial no. 203.

### Médaille de la victoire alliée de la Première Guerre mondiale

Ruban de la médaille de la victoire alliée.

### Campagne de Chine de 1931-34

Ruban de la médaille de la campagne de Chine de 1931-34.

### Guerre sino-japonaise de 1937-45

Ruban de la médaille de la guerre sino-japonaise de 1937-45.

La médaille de la campagne de Chine (Sina jihen jugun kisho) est créée par l'édit impérial no. 496 le 27 juin 1939 et récompense les services en Chine de la 12e à la 20e année de l'ère Shōwa 12-20 (1937–1945). Un amendement est promulgué par l'édit impérial no. 418 en 1944 ; et la décoration est abolie en 1946 par l'ordonnance du gouvernement no. 177.
Bien que le gouvernement japonais utilise encore l'expression « incident de Chine » dans les documents officiels, les médias au Japon use souvent d'autres termes comme incident sino-japonais (日華事変, Nikka jihen) ou (日支事変, Nisshi jihen). Ces termes étaient déjà utilisés dans les médias dans les années 1930 et le mot Shina (mot) (en) est aujourd'hui considéré en Chine comme un terme péjoratif.

### Guerre de la grande Asie orientale de 1941-45

Ruban de la médaille de la guerre de la grande Asie orientale.

Une décoration spéciale est créée le 21 juin 1944 par l'édit impérial no. 417.

## Quelques récipiendaires

### Marine
- Tōgō Heihachirō, 1906[10].
- Ernesto Burzagli, Attaché militaire italien, 1906[11].

### Armée
- Jeremiah Richard Wasson, Attaché militaire américain, 1875[12].

- Kodama Gentarō, 1906[13].
- Kuroki Tamemoto, 1906[14].

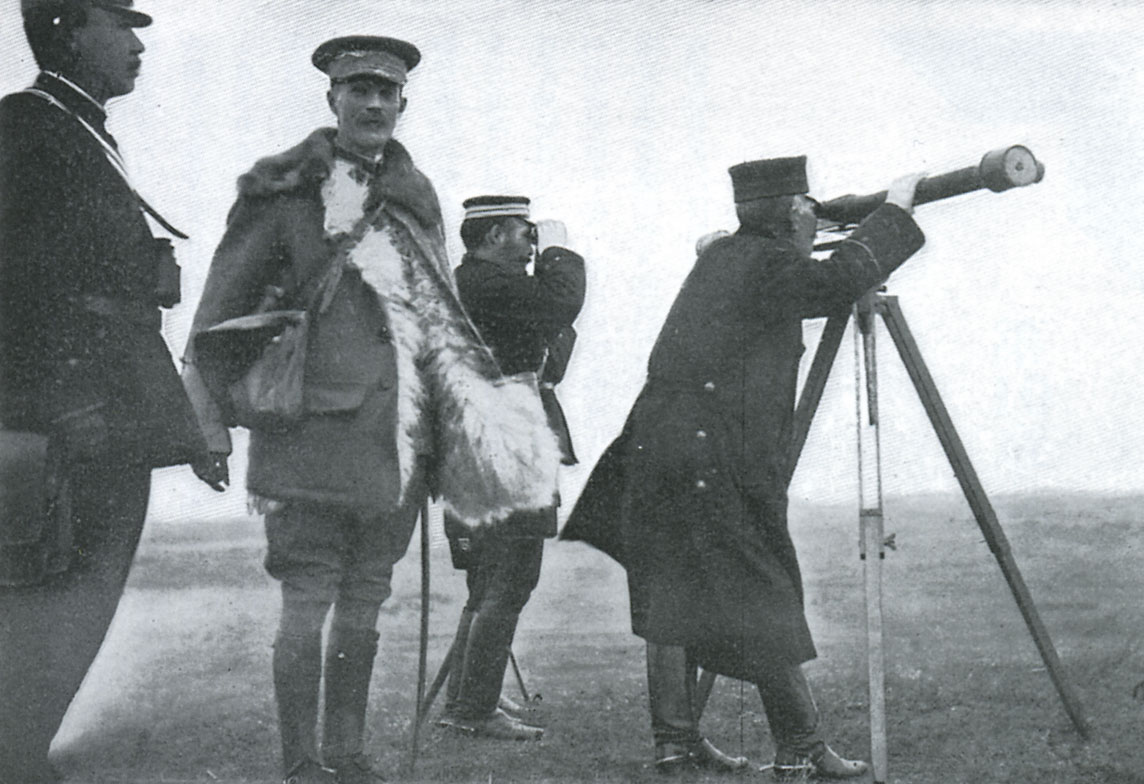
L'Attaché militaire indien Ian Hamilton en Mandchourie avec les forces japonaises commandées par le général Kuroki Tamemoto (1904).

- Ian Standish Monteith Hamilton, British Indian Military Attaché, 1906.
- John Hoad (en), Attaché militaire australien, 1906[15].
- Herbert Cyril Thacker (en), Attaché militaire canadien, 1906[16].
- Granville Roland Fortescue (en), Attaché militaire américain, 1906[17].
- Masanobu Tsuji, 1939.

- Teruo Nakamura, 1974[18].
- Hirō Onoda, 1974[19].
- Shoichi Yokoi, 1972[20].